# Гаваретчина
Гаваретчина (укр. Гавареччина) — село в Золочевской городской общине Золочевского района Львовской области Украины.
Население по переписи 2001 года составляло 76 человек. Занимает площадь 0,504 км². Почтовый индекс — 80710. Телефонный код — 3265.